# Jack McBean
John Lucas McBean, detto Jack (Newport Beach, 15 dicembre 1994), è un ex calciatore statunitense, di ruolo attaccante.

## Caratteristiche tecniche
È una centravanti.

## Carriera

### Club
Ha giocato in MLS con LA Galaxy e Colorado Rapids.
In carriera ha inoltre totalizzato complessivamente 10 presenze e 5 reti nella CONCACAF Champions League.

### Nazionale
Ha giocato nelle nazionali giovanili statunitensi Under-17 ed Under-18.

## Statistiche

### Presenze e reti nei club
Statistiche aggiornate al 29 aprile 2018.
| Stagione                     | Squadra                      | Campionato                   | Campionato | Campionato | Coppe nazionali      | Coppe nazionali | Coppe nazionali | Coppe continentali | Coppe continentali | Coppe continentali | Altre coppe | Altre coppe | Altre coppe | Totale | Totale | Totale |
| Stagione                     | Squadra                      | Comp                         | Pres       | Reti       | Comp                 | Pres            | Reti            | Comp               | Pres               | Reti               | Comp        | Pres        | Reti        | Pres   | Reti   |        |
| ---------------------------- | ---------------------------- | ---------------------------- | ---------- | ---------- | -------------------- | --------------- | --------------- | ------------------ | ------------------ | ------------------ | ----------- | ----------- | ----------- | ------ | ------ | ------ |
| 2013                         | Ventura County               | USL                          | 6          | 1          | USCup                | 0               | 0               |                    | -                  | -                  |             | -           | -           | 6      | 1      |        |
| 2014                         | Ventura County               | USL                          | 28         | 5          | USCup                | 1               | 1               |                    | -                  | -                  |             | -           | -           | 29     | 6      |        |
| 2015                         | Ventura County               | USL                          | 30         | 6          | USCup                | 0               | 0               |                    | -                  | -                  |             | -           | -           | 30     | 6      |        |
| 2016                         | Ventura County               | USL                          | 17         | 15         | USCup                | 0               | 0               |                    | -                  | -                  |             | -           | -           | 17     | 15     |        |
| 2011                         | LA Galaxy                    | MLS                          | 1          | 1          | USCup                | 0               | 0               | CCC                | 0                  | 0                  |             | -           | -           | 1      | 1      |        |
| 2012                         | LA Galaxy                    | MLS                          | 1          | 0          | USCup                | 0               | 0               | CCC                | 5                  | 4                  |             | -           | -           | 6      | 4      |        |
| 2013                         | LA Galaxy                    | MLS                          | 15         | 1          | USCup                | 0               | 0               | CCC                | 3                  | 1                  |             | -           | -           | 18     | 2      |        |
| 2014                         | LA Galaxy                    | MLS                          | 0          | 0          | USCup                | 0               | 0               |                    | -                  | -                  |             | -           | -           | 0      | 0      |        |
| 2015                         | LA Galaxy                    | MLS                          | 0          | 0          | USCup                | 0               | 0               |                    | -                  | -                  |             | -           | -           | 0      | 0      |        |
| 2016                         | LA Galaxy                    | MLS                          | 2          | 0          | USCup                | 2               | 0               |                    | -                  | -                  |             | -           | -           | 4      | 0      |        |
| 2016-2017                    | Coventry City                | FL1                          | 2          | 0          | FACup+CdL+EFL Trophy | 2+0+2           | 0               |                    | -                  | -                  |             | -           | -           | 6      | 0      |        |
| 2017                         | Ventura County               | USL                          | 7          | 1          | USCup                | 0               | 0               |                    | -                  | -                  |             | -           | -           | 7      | 1      |        |
| Totale Los Angeles Galaxy II | Totale Los Angeles Galaxy II | Totale Los Angeles Galaxy II | 88         | 28         |                      | 1               | 1               |                    | -                  | -                  |             | -           | -           | 89     | 29     |        |
| 2017                         | LA Galaxy                    | MLS                          | 18         | 2          | USCup                | 2               | 1               |                    | -                  | -                  |             | -           | -           | 20     | 3      |        |
| Totale Los Angeles Galaxy    | Totale Los Angeles Galaxy    | Totale Los Angeles Galaxy    | 37         | 4          |                      | 4               | 1               |                    | 8                  | 5                  |             | -           | -           | 49     | 10     |        |
| 2018                         | Colorado Rapids              | MLS                          | 4          | 0          | USCup                | 0               | 0               | CCC                | 2                  | 0                  |             | -           | -           | 6      | 0      |        |
| Totale carriera              | Totale carriera              | Totale carriera              | 131        | 32         |                      | 9               | 2               |                    | 10                 | 5                  |             | -           | -           | 150    | 39     |        |